# Sept étages
Sept étages (Sette piani)  est une nouvelle de l'écrivain italien Dino Buzzati, d'abord parue dans la revue littéraire La Lettura (it) en 1937 et reprise ultérieurement dans les recueils I sette messaggerri, Sessanta racconti et La boutique del mistero.
La nouvelle a été une première fois publiée en français dans Le Quotidien du médecin, sous le titre Un cas intéressant, en 1963 ou 1964. Il s'agit d'une revue réservée aux médecins abonnés à l'époque, et le lecteur de cette revue n'a jamais pu retrouver cette publication ni une réédition publique en tant que nouvelle traduite en français[réf. nécessaire].
La traduction en français paraît en 1968 dans le recueil Les Sept Messagers.
La nouvelle, une des plus connues de l'auteur, a été adaptée pour le cinéma et pour le théâtre.

## Résumé
Dans l'Italie des années 1960, Giuseppe Corte, avocat hypocondriaque, arrive par le train à l'hôpital où l'on traite une maladie particulière dont il est atteint dans sa forme bénigne. 
Le bâtiment à l'architecture sobre est constitué de sept étages. Les cas les moins alarmants se trouvent au septième et dernier étage, et plus on descend, plus le cas du patient est grave. Au premier étage, les cas sont tellement désespérés qu'au cours de la journée, toutes les fenêtres se ferment l'une après l'autre, signe à chaque fois qu'un malade vient de mourir. 
Bien qu'atteint d'une forme bénigne, Giuseppe Corte descend, de malentendu en malentendu, dans une chambre du premier étage dont les fenêtres se referment sur lui.

## Adaptations

### Au cinéma
- 1967 : Il fischio al naso, film italien réalisé et interprété par Ugo Tognazzi[1].

### Au théâtre
- La nouvelle I sette piani ou Sette piani a été adaptée pour le théâtre par Dino Buzzati sous le titre Un caso clinico (parue en 1953 en Italie, parue en version française en 1955). Elle a été mise en scène par l'écrivain Albert Camus sous le titre Un cas intéressant[2].

## Éditions françaises
- Dans un numéro de la revue Le Quotidien du médecin, sous le titre Un cas intéressant, en 1963 ou 1964[réf. nécessaire].
- In Les Sept Messagers, recueil de vingt nouvelles de Dino Buzzati, traduction de Michel Breitman, Paris, Robert Laffont, coll. « Pavillons », 1968.
- In Les Sept Messagers, Paris, UGE, coll. « 10/18. Domaine étranger » no 1519, 1982  (ISBN 2-264-00478-9).